# Чедраско
Чедра̀ско (на италиански: Cedrasco, на западноломбардски: Scedràsch, Шедраск) е село и община в Северна Италия, провинция Сондрио, регион Ломбардия. Разположено е на 287 m надморска височина. Населението на общината е 471 души (към 2010 г.).